# لیساندرو لوپز (بازیکن فوتبال، زاده ۱۹۸۹)
لیساندرو اسکیِل لوپز (اسپانیایی: Lisandro Ezequiel López‎؛ زاده ۱ سپتامبر ۱۹۸۹) بازیکن فوتبال اهل آرژانتین است.